# アベコベガエル

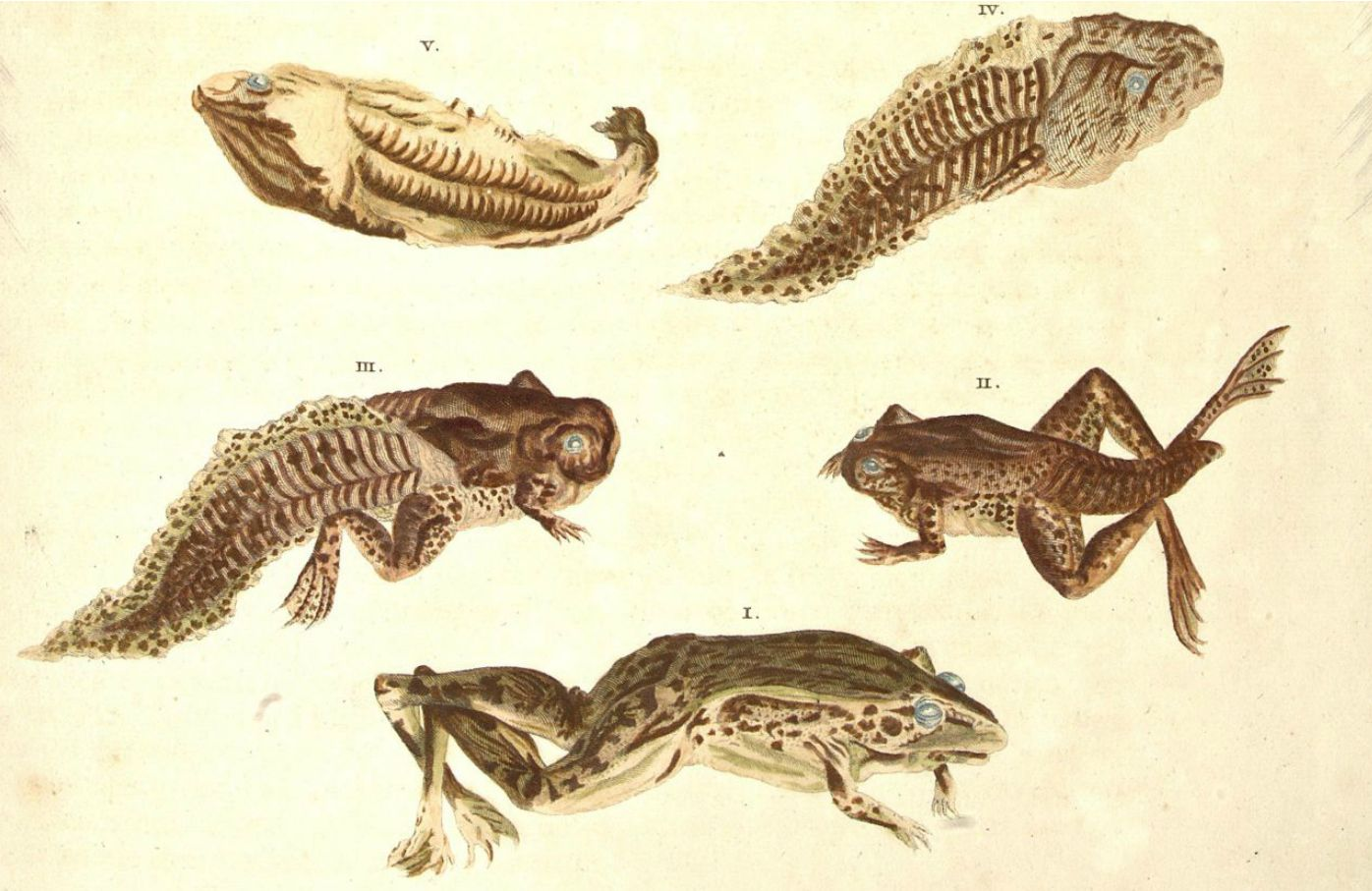
アベコベガエルの成長

アベコベガエル（Pseudis paradoxa）は、南米に生息するカエルの一種である。幼生のオタマジャクシは、体長25cmと非常に大きいが、成体であるカエルは、オタマジャクシと比較すると約4分の1の大きさとなることからアベコベガエルと名づけられた。
アベコベガエルの体色は、緑色で濃緑色またはオリーブ色の縞模様がある。アルゼンチン北部からパンタナル、アマゾンやギアナ地方を経て、ベネズエラとトリニダード島までの地域の池、湖やラグーンに生息しているほか、コロンビアのマグダレナ川流域に隔離分布している。雌のカエルは水生植物に産卵する。
これらの両生類は、幼虫、小型の昆虫、無脊椎動物を食べる。夜行性で、生活の大部分を水中で過ごす。危険を察知すると、頑丈なつま先と関節を使って泥に潜って身を隠す。また、このメカニズムを使って、湖と池の底から食物を獲物を見つけ出す。
2008年3月、アルスター大学（イギリス）とUAE大学（アラブ首長国連邦）は、アベコベカエルが感染から身を守る働きをする皮膚に存在する成分であるpseudin-2に関する研究結果を発表した。pseudin-2は、実験室条件下では膵細胞を刺激しインスリンを分泌させる働きがあり、それに伴う毒性がないことを発見した 。pseudin-2は、2型糖尿病の治療に役立つ可能性がある。